# Эль-Катей (аэропорт)
Международный аэропорт Самана—Эль-Катей (исп. Aeropuerto Internacional Samaná El Catey) (ИАТА: AZS, ИКАО: MDCY), также — Международный аэропорт имени Президента Хуана Боша (исп. Aeropuerto Internacional Presidente Juan Bosch) — международный аэропорт в провинции Самана, Доминиканская Республика.

## Общая информация
Аэропорт был открыт 6 ноября 2006 года.
Аэропорт расположен в северной части полуострова Самана, недалеко от маленькой деревни Эль-Катей, примерно в 8 км от города Санчес, у подножия горного мыса.
Взлётно-посадочная полоса аэропорта составляет 3000 метров в длину и 45 метров в ширину. Аэропорт был разработан специально для больших трансконтинентальных самолётов с таким расчётом, чтобы он мог принимать самолёты марки Boeing 747-ой серии.
Аэропорт может обслуживать до четырёх самолётов Boeing-747, его пропускная способность — до 600 пассажиров в час.
Пассажирский двухэтажный терминал аэропорта имеет площадь 8000 кв.м., в нём могут находиться до 1500 пассажиров в час.
От аэропорта можно доехать на автомобиле до следующих населённых пунктов:
- Лас-Терренас — 20 минут
- Санта-Барбара Де Самана — 40 минут
- Лас-Галлерас — 1 час

## Авиакомпании и направления
Следующие авиакомпании выполняют рейсы из аэропорта Эль-Катей:

## Статистика
Данные из запроса в Викиданные.
| Место | Город              | Пассажиропоток | Перевозчики                            |
| ----- | ------------------ | -------------- | -------------------------------------- |
| 1     | Монреаль           | 51,953         | Air Canada Rouge, Air Transat          |
| 2     | Торонто            | 39,662         | Air Canada Rouge, Air Transat, WestJet |
| 3     | Дюссельдорф        | 25,397         | Eurowings                              |
| 4     | Москва-Шереметьево | 15,950         | Nordwind Airlines                      |
| 5     | Мадрид             | 7,059          | Wamos Air                              |